# Piraat Enterhaak
Piraat Enterhaak is een zweefmolen in Avonturenpark Hellendoorn.
De attractie opende in 2006 en werd gebouwd door Zierer. Een rit duurt ongeveer twee minuten en de attractie heeft 48 zitjes. De draaicirkel van de attractie is 19,4 meter. De attractie is toegankelijk voor personen vanaf 110 cm. Om veiligheidsredenen moeten personen tussen 110cm en 120cm in speciale stoeltjes met gordels. 
Afbeeldingen
 · Lijst van attracties